# 半岛网
半岛网，一家互联网中文门户网站，成立于2001年，前身为半岛都市报电子版。
2001年12月28日，半岛都市报电子版正式开通。2004年2月27日，更为现名。2007年8月7日，随报社由青岛市市北区潍县路55号搬迁至青岛市市南区南京路110号。